# Hylopetes spadiceus
Hylopetes spadiceus — вид гризунів родини вивіркових (Sciuridae).

## Поширення
Зустрічається в південній частині В'єтнаму, на острові Суматра і північній частині острова Борнео, Лаосі, Малайзії, М'янмі, Сінгапурі та Таїланді. Мешкають в первинних лісах, деградованих вторинних лісах і чагарниках. Активна в темний час доби. Виділяють два підвиди: spadiceus Blyth, 1847 зустрічається в М'янмі, Таїланді, В'єтнамі, і Суматрі; і caroli Gyldenstolpe, 1920 зустрічається в Борнео.

## Опис
Довжина тіла від 15,7 до 18,4 см, хвоста від 15,2 до 16,6 см. Забарвлення хутра на спині від
темно-сіро-коричневого кольору до чорнуватого з рудуватими районами уздовж середньої лінії. Черевна частина тіла біла з помаранчевим відтінком, підшерсток сірий. Хвіст темний оранжувато-коричневий. На щоках помаранчеві плями.

## Збереження
Природне місце існування постійно скорочується у наслідок вирубки лісу для виробництва пиломатеріалів, дров і звільнення земель під
сільськогосподарські потреби. Цей вид показав непогану пристосовність до мінливих
природних умов. Чисельність виду невідома. Вважається, що на сьогоднішній день широко поширений на Борнео. Віднесений до категорії найменшого ризику
виживанню через широкий діапазон розповсюдження.
Зустрічається на природоохоронних територіях.